# زین‌العابدین سالار بهزادی
زین العابدین سالار بهزادی (زاده ۱۲۹۳ بم) نماینده مجلس شورای ملی بود.
پدرش علی‌اکبر خان سالار اسعد و پدربزگش زین العابدین خان اسعدالدوله بود که در پنج مقطع در دوره قاجار به حکومت بم و بلوچستان رسید. مادرش نصرت خانم دختر سالار نصرت بود.
تحصیلات خود را تا لیسانس حقوق قضائی از دانشگاه تهران ادامه داد. عضو و سپس رئیس انجمن شهر بم شد و همچنین عضو جمعیت شیروخورشید سرخ ایران بود. در دوره‌های شانزدهم و هجدهم تا بیستم مجلس شورای ملی نمایندگی بم را به عهده داشت. او از اعضای حزب مردم بود.